# Kostnice u sv. Jakuba
Kostnice u sv. Jakuba, také známá jako brněnská kostnice, je kostnice nacházející se pod Jakubským náměstím v katastrálním území Brno-město, z větší části přímo pod kostelem svatého Jakuba. Je počtem nalezených ostatků druhá největší v Evropě, hned po té pařížské.
V minulosti se na tomto místě nacházel hřbitov, z kapacitních důvodů však vznikla kostnice. Do této kostnice byly také přeneseny ostatky zesnulých ze zrušeného hřbitova na brněnském Petrově. Když byl hřbitov koncem 18. století zrušen, kostnice byla uzavřena a na dlouho zapomenuta. Znovu objevena byla až v roce 2001 při archeologickém průzkumu náměstí. Podle Aleše Svobody, „objevitele“ kostnice, se v ní nachází až 50 tisíc kosterních pozůstatků. Po pařížských katakombách je tak druhou největší kostnicí v Evropě.
V roce 2008 město Brno uzavřelo se svatojakubskou farností smlouvu, podle které bude kostnice do roku 2026 v pronájmu Brna za korunu ročně, přičemž byla zpřístupněna veřejnosti v průběhu června 2012. Vchod do kostnice je přímo z náměstí, do jejího otevření jako vchod sloužil provizorní poklop z chodníku náměstí s následným sestupem po žebříku.

## Galerie

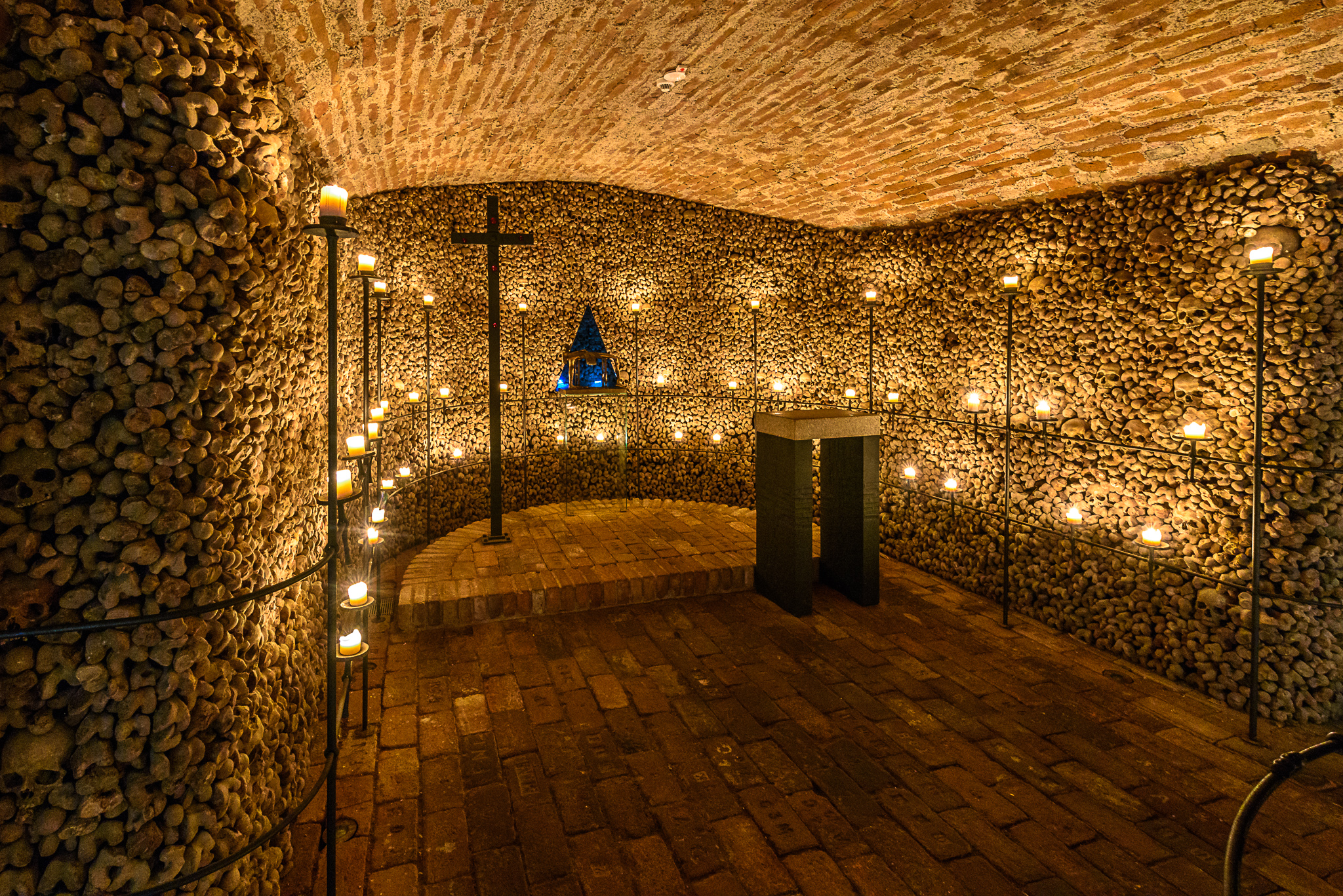
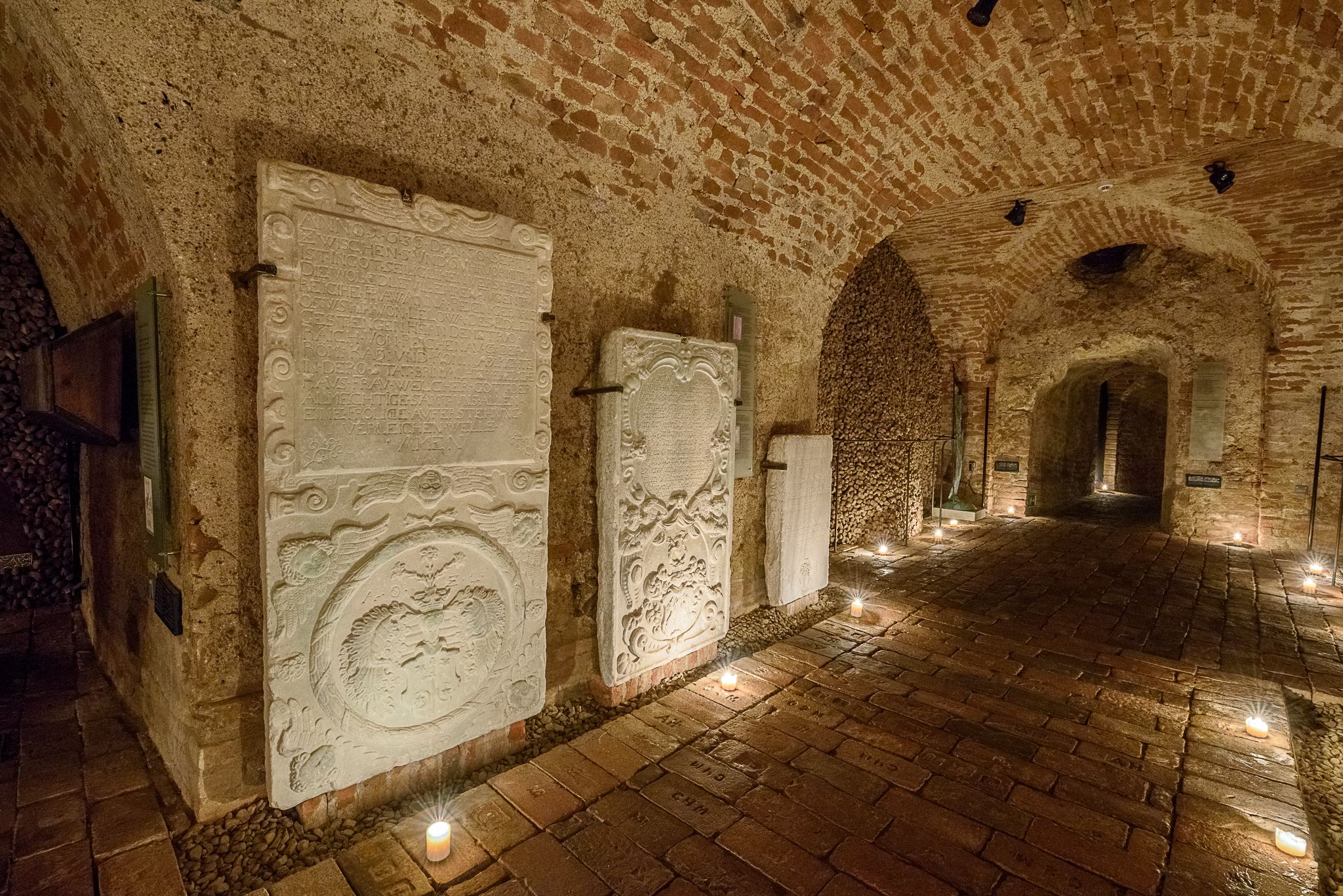
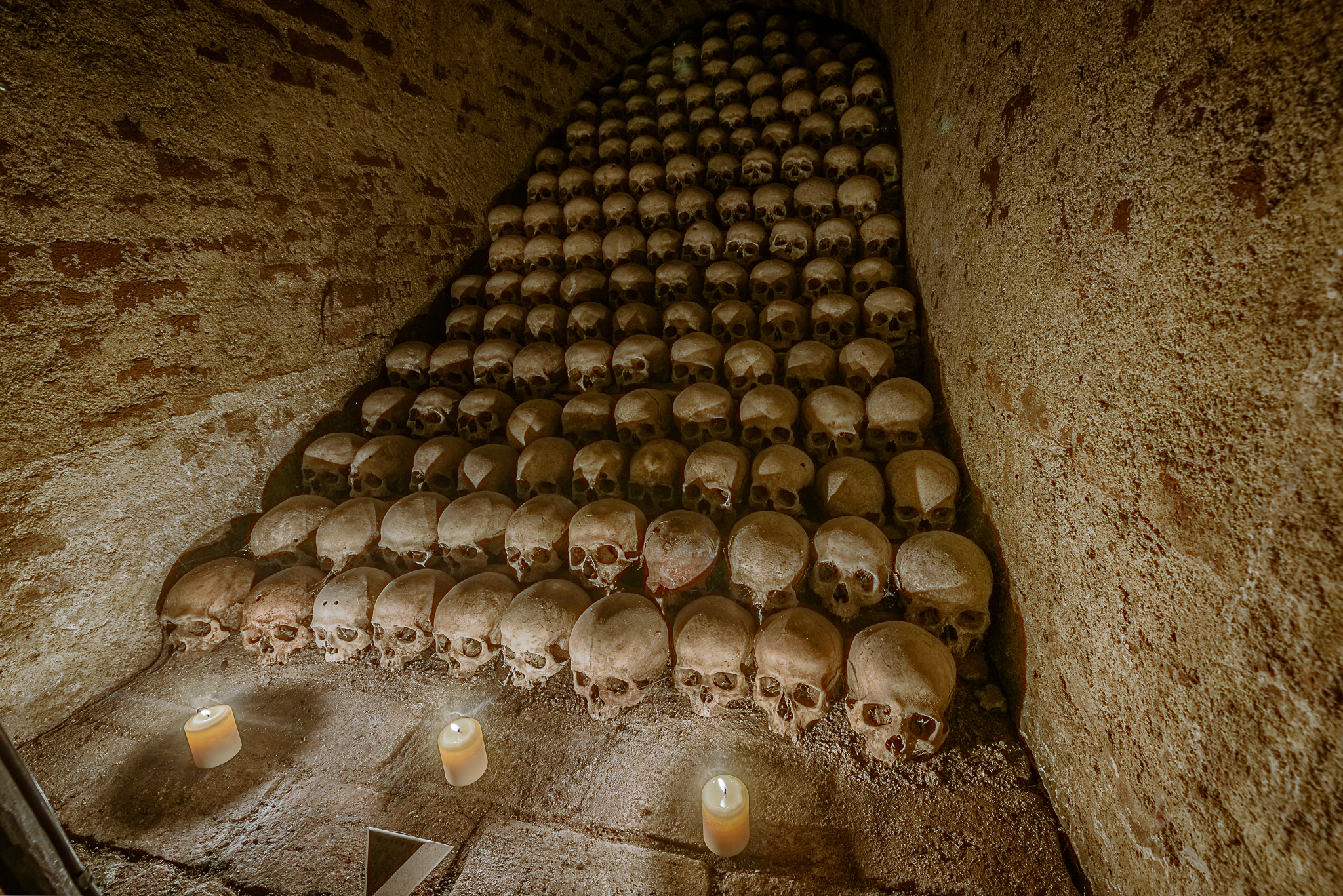